# 상파울루 지하철

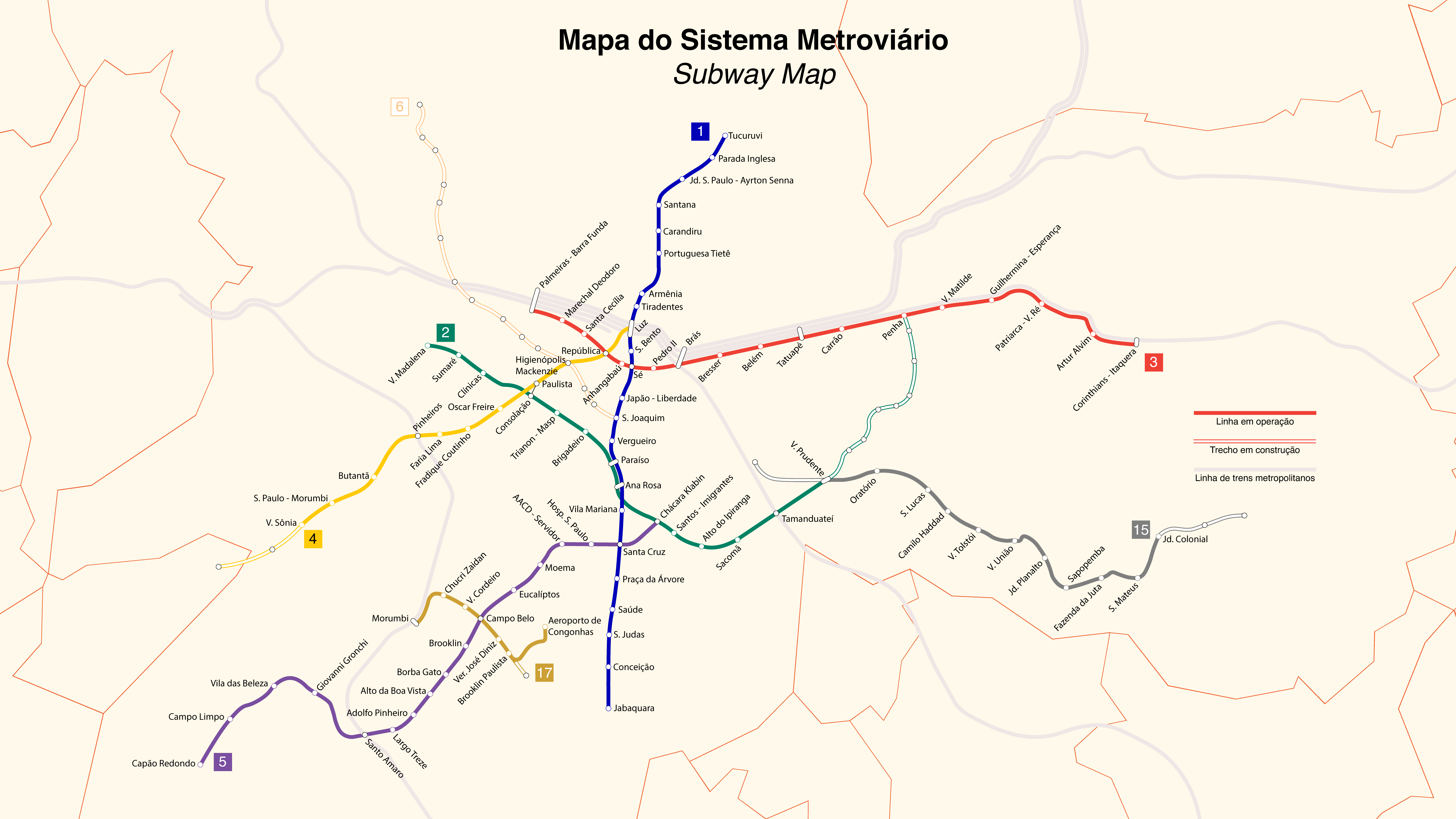
상파울루 지하철 노선도

상파울루 지하철(포르투갈어: Metrô de São Paulo, Metropolitano de São Paulo)는 브라질 상파울루에서 운행되는 지하철이다. 현재 지하철로는 5개 노선, 모노레일이 2개 노선 등 총 7개 노선이 운행되고 있으며, 상파울루 도시권 철도 회사 (CPTM)의 노선을 포함하면 총 연장은 260.8km이다. 또한 6개 노선이 건설 중이며, 완공되면 12노선, 총연장 172.1km의 지하철 노선이 된다. 이중 지하철은 8개 노선, 모노레일은 4개 노선이다. 2017년 전후에는 상파울루 도시권 철도 회사의 노선과 합치면 22개 노선, 총연장 521km가 되어 철도망이 완성될 예정이다.

## 같이 보기
- 지하철 목록